# Molière de l'auteur
 (janvier 2020).
Si vous disposez d'ouvrages ou d'articles de référence ou si vous connaissez des sites web de qualité traitant du thème abordé ici, merci de compléter l'article en donnant les références utiles à sa vérifiabilité et en les liant à la section « Notes et références ».
Le Molière de l'auteur francophone vivant est une récompense théâtrale française décernée par l'association Les Molières depuis la première remise de prix le 23 mai 1987 au théâtre du Châtelet à Paris.

## Palmarès

### Années 1980
- 1987 : Yasmina Reza pour Conversations après un enterrement
  - Jean Anouilh pour La Répétition ou l'Amour puni
  - Jean-Claude Brisville pour L'Entretien de M. Descartes avec M. Pascal le jeune
  - Philippe Caubère pour Ariane ou l'âge d'or
  - Nathalie Sarraute pour Pour un oui ou pour un non
- 1988 : Loleh Bellon pour L'Éloignement
  - Jean-Claude Brisville pour Le Fauteuil à bascule
  - Copi pour Une visite inopportune
  - Philippe Minyana pour Inventaires
  - Tilly pour Y'a bon Bamboula
- 1989 : François Billetdoux pour Réveille-toi Philadelphie
  - Loleh Bellon pour Une absence
  - Bernard-Marie Koltes pour Le Retour au désert
  - Victor Lanoux pour La Ritournelle

### Années 1990
- 1990 : Jean-Noël Fenwick pour Les Palmes de Monsieur Schutz
  - Jean-Claude Brisville pour Le Souper
  - Joël Jouanneau pour Le Bourrichon
  - Yasmina Reza pour La Traversée de l'hiver
  - Michel Vinaver pour L'Émission de télévision
- 1991 : Jean-Claude Grumberg pour Zone libre
  - Gérald Aubert pour Chambre 108
  - Jean-Marie Besset pour La Fonction
  - Jean-Claude Brisville pour Le Souper
- 1992 : Agnès Jaoui, Jean-Pierre Bacri pour Cuisine et dépendances
  - Jean-Claude Brisville pour L'Antichambre
  - Bernard-Marie Koltès pour Roberto Zucco
  - Roger Planchon pour Le Vieil Hiver et Fragile forêt
  - Jacques Rampal pour Célimène et le Cardinal
- 1993 : René de Obaldia pour Monsieur Klebs et Rozalie
  - Jean-Claude Brisville pour L'Antichambre
  - Jean-Claude Carrière pour L'Aide-mémoire
  - Serge Valletti pour Domaine ventre
- 1994 : Éric-Emmanuel Schmitt pour Le Visiteur
  - Jean-Marie Besset pour Ce qui arrive et ce qu'on attend
  - Victor Haïm pour Chair amour
  - Coline Serreau pour Quisaitout et Grobêta
  - Francis Veber pour Le Dîner de cons
- 1995 : Yasmina Reza pour « Art »
  - Alain Badiou pour Ahmed le subtil ou Scapin 84
  - Loleh Bellon pour La Chambre d'amis
  - Agnès Jaoui, Jean-Pierre Bacri pour Un air de famille
- 1996 : Gilles Segal pour Monsieur Schpill et Monsieur Tippeton
  - Jean-Marie Besset pour Grande École
  - Jean-François Prévand pour Camus... Sartre... et les autres
  - Coline Serreau pour Lapin lapin
  - Louis-Charles Sirjacq pour L'Argent du beurre
- 1997 : Arnaud Bédouet pour Kinkali
  - Jean-Claude Carrière pour La Terrasse
  - David Decca pour Le Roman de Lulu
  - Éric-Emmanuel Schmitt pour Le Libertin
  - Pierre-Olivier Scotto pour Le Mal de mère
- 1998 : Isabelle Candelier, Loïc Houdré, Patrick Ligardes, Denis Podalydès, Michel Vuillermoz pour André le Magnifique
  - Bertrand Blier pour Les Côtelettes
  - Alain Cauchi pour Les Lavandiers
  - Jean-Claude Grumberg pour Adam et Eve
  - Amélie Nothomb pour Hygiène de l'assassin
- 1999 : Jean-Claude Grumberg pour L'Atelier
  - Claude d'Anna, Laure Bonin pour Pour la galerie
  - Jean-Claude Carrière pour La Controverse de Valladolid
  - Michael Frayn pour Copenhague
  - Nathalie Sarraute pour Pour un oui ou pour un non

### Années 2000
- 2000 : Dario Fo pour Mort accidentelle d’un anarchiste
  - Gérald Aubert pour Raisons de famille
  - Ronald Harwood pour À torts et à raisons
  - Gabor Rassov pour Jacques et Mylène
  - Éric-Emmanuel Schmitt pour Hôtel des deux mondes
- 2001 : Daniel Besse pour Les directeurs
  - Samuel Benchetrit pour Comédie sur un quai de gare
  - Jean-Marie Besset pour Commentaire d'amour
  - Serge Kribus pour Le Grand Retour de Boris S.
  - Yasmina Reza pour Trois versions de la vie
- 2002 : Jean-Michel Ribes pour Théâtre sans animaux
  - Claude d'Anna, Laure Bonin pour La Griffe
  - Jean-Marie Besset dans Marie Hasparen
  - Marie NDiaye dans Hilda
  - Véronique Olmi dans Le Jardin des apparences
- 2003 : Victor Haïm pour Jeux de scène
  - Didier Caron pour Un vrai bonheur
  - Jean Dell et Gérald Sibleyras pour Un petit jeu sans conséquence
  - Michel Lengliney pour État critique
  - Gérald Sibleyras pour Le Vent des peupliers
- 2004 : Denise Bonal pour Portrait de famille
  - Cyril Gély et Éric Rouquette, pour Signé Dumas
  - Dany Laurent, pour ...Comme en 14 !
  - David Pharao, pour L'Invité
  - Gérald Sibleyras, pour L'Inscription
- 2005 : Wajdi Mouawad pour Littoral, mais qui refuse de recevoir son prix.
  - Jean-Marie Besset pour Rue de Babylone
  - Denise Chalem pour Dis à ma fille que je pars en voyage
  - Marc Fayet pour Jacques a dit
  - Jean-Michel Ribes pour Musée haut, musée bas
  - Éric-Emmanuel Schmitt pour L'Évangile selon Pilate
- 2006 : Stéphan Wojtowicz pour La Sainte Catherine
  - Samuel Benchetrit pour Moins 2
  - Serge Kribus pour L'Amérique
  - Fabrice Melquiot pour Marcia Hesse
  - Philippe Minyana pour La Maison des morts
  - Pierre Notte pour Moi aussi je suis Catherine Deneuve
- 2007 : Christian Siméon pour Le Cabaret des Hommes Perdus
  - Brigitte Buc pour Le Jardin
  - Christine Reverho pour Chocolat Piment
  - Didier Schwartz pour Rutabaga Swing
  - Gérald Sibleyras pour La Danse de l’Albatros
- 2008 : Roland Dubillard pour Les Diablogues
  - Jean-Claude Brisville pour L'Antichambre
  - Joël Pommerat pour Je tremble
  - Stéphan Wojtowicz pour Les Forains
- 2009 : Jean-Claude Grumberg pour Vers toi terre promise
  - Pierre Notte pour Deux petites dames vers le nord
  - Joël Pommerat pour Je tremble
  - Antoine Rault pour Le Diable rouge
  - Sébastien Thiéry pour Cochons d'Inde
  - Michel Vinaver pour Par-dessus bord

### Années 2010
- 2010 : Éric Assous pour L’Illusion conjugale
  - Daniel Danis pour Terre océane
  - Emmanuel Darley pour Le Mardi à Monoprix
  - Pierre Notte pour Les Couteaux dans le dos
  - Joël Pommerat pour Cercles/fictions
  - Sébastien Thiéry pour Qui est Monsieur Schmitt ?
- 2011 : Joël Pommerat pour Ma chambre froide
  - Denise Chalem pour Aller chercher demain
  - Daniel Colas pour Henri IV, le bien-aimé
  - Emmanuel Darley pour Le Mardi à Monoprix
  - Matthieu Delaporte et Alexandre de la Patellière pour Le Prénom
  - Valère Novarina pour Le Vrai Sang
- 2014 : Alexis Michalik pour Le Porteur d'histoire et Le Cercle des illusionnistes
  - Simon Abkarian pour Le Dernier jour du jeûne
  - Léonore Confino pour Ring
  - Nasser Djemaï pour Invisibles
  - Joël Pommerat pour Les Marchands
  - Florian Zeller pour Le Père
- 2015 : Éric Assous pour On ne se mentira jamais !
  - Michel Houellebecq pour Les Particules élémentaires
  - Tristan Petitgirard pour Rupture à domicile
  - Pascal Rambert pour Répétition
  - Yasmina Reza pour Comment vous racontez la partie
  - Sébastien Thiéry pour Deux hommes tout nus
- 2016 : Joël Pommerat pour Ça ira (1) Fin de Louis
  - Jean-Claude Grumberg pour L'Être ou pas
  - Léonore Confino pour Le Poisson belge
  - Michel Vinaver pour Bettencourt boulevard ou Une histoire de France
  - Sébastien Thiéry pour Momo
- 2017 : Alexis Michalik pour Edmond
  - Nasser Djemaï pour Vertige
  - Salomé Lelouch pour Politiquement correct
  - Marie NDiaye pour Honneur à notre élue
  - Pierre Notte pour C'est Noël tant pis
  - Gérard Watkins pour Scènes de violences conjugales
- 2018 : Jean-Philippe Daguerre pour Adieu monsieur Haffmann
  - Aïda Asgharzadeh pour La Main de Leïla et Les Vibrants
  - Caroline Guiela Nguyen pour Saigon
  - Jean-Philippe Noël pour Michel Ange et Les Fesses de Dieu
  - Pierre Notte pour La Nostalgie des blattes
  - Florian Zeller pour Le Fils
- 2019 : Benoit Solès pour La Machine de Turing
  - Pauline Bureau pour Mon cœur
  - Virginie Despentes pour King Kong Théorie
  - Christophe Honoré pour Les Idoles
  - Fabrice Melquiot pour J'ai pris mon père sur mes épaules
  - Mélody Mourey pour Les Crapauds fous

### Années 2020
- 2020 : Simon Abkarian pour Électre des bas-fonds
  - Pauline Bureau pour Hors la loi
  - Léonore Confino pour Les Beaux
  - Alexis Michalik pour Une histoire d’amour
  - Gérard Savoisien pour Marie des poules - gouvernante chez George Sand
  - Joël Pommerat pour Contes et Légendes

- 2022 : Pauline Bureau pour Féminines
  - Jean-Philippe Daguerre pour Le Petit coiffeur
  - Jean-Claude Grumberg pour La plus précieuse des marchandises
  - Christophe Honoré pour Le Ciel de Nantes
  - Salomé Lelouch pour Fallait pas le dire !
  - Mélody Mourey pour La Course des géants

- 2023 : Aïda Asgharzadeh pour Les Poupées persanes
  - Ivan Calbérac pour Glenn, naissance d'un prodige
  - Léonore Confino pour Le Village des sourds
  - Elodie Menant pour Je ne cours pas, je vole !
  - Mélody Mourey pour Big Mother
  - Joël Pommerat pour Amours (2)

- 2024 : Rudy Milstein pour C’est pas facile d’être heureux quand on va mal
  - Léonore Confino pour L’effet miroir
  - Julie Deliquet pour Welfare
  - Jean-Christophe Dollé pour Allosaurus [Même rue, même cabine]
  - Aïla Navidi pour 4211 km
  - Yasmina Reza pour James Brown mettait des bigoudis

- 2025 : Jean-Philippe Daguerre pour Du charbon dans les veines
  - Simon Abkarian pour Hélène après la chute
  - Léonore Confino pour Ring (Variations du couple)
  - Mohamed El Khatib pour La Vie secrète des vieux
  - Caroline Guiela Nguyen pour Lacrima
  - Anthony Michineau pour Les Marchands d’étoiles